# UK Dance Singles and Albums Charts
UK Dance Singles and Albums Charts — це музичні чарти Великої Британії, створені компанією Official Charts Company на основі продажу пісень у жанрі танцювальної музики (наприклад, хауз, транс, драм-енд-бейс, герідж, синті-поп) у музичних магазинах і цифрового завантаження. Чарт можна переглянути на BBC Radio 1 та на вебсайті Official Charts Company.
З 1981 року Інформаційне бюро медіадосліджень склало чарт диско та танців, який публікувався в кількох музичних тижневиках. Профільне видання Music Week почало складати танцювальний чарт на основі даних Gallup у середині 1980-х років. У 1990 році видавці Music Week разом із BBC та консорціумом роздрібних торговців сформували Chart Information Network (пізніше стала Official Charts Company). Він почав складати чарти в 1990 році.
Архів на вебсайті Official Charts Company починається 3 липня 1994 року. У червні 2009 року цифрові завантаження стали доступними для чартів. До цього в чарти включалися лише продажі вінілу та компакт-дисків.
Чарт танцювальних синглів і альбомів містить 40 позицій.